# Mudbound
Mudbound é um romance estadunidense de 2008 escrito por Hillary Jordan, livro de estreia da autora. Traduzido para o francês, italiano, sérvio, norueguês, sueco e turco, a obra demorou sete anos para ser escrita, quando Jordan cursava Escrita Criativa na Universidade Columbia e vendeu mais de 250 mil cópias em todo o mundo.
Vencedor do Prêmio Bellwether, Prêmio da American Library Association e Prêmio Literário Internacional IMPAC de Dublin, foi adaptado para o cinema no filme homônimo em 2017.